# Johann Friedrich Heller
Johann Friedrich Heller (* 8. Januar 1786 in Stolp; † 26. März 1849) war ein deutschbaltischer evangelischer Geistlicher. 

## Leben
Geboren als Sohn eines Kaufmanns in Stolp in Hinterpommern, besuchte er zunächst das Gymnasium in seiner Heimatstadt, dann das Altstädtische Gymnasium in Königsberg. Er studierte ab 1802 an der Universität Königsberg und wechselte 1803 an die Universität Halle. 
Im Jahre 1807 wanderte er nach Livland aus, damals eines der drei Ostseegouvernements des Russischen Reiches. Von 1811 bis 1812 studierte er hier Theologie an der Kaiserlichen Universität Dorpat. Er wurde Pastor und hatte zunächst von 1812 bis 1814 eine Stelle in Neuhausen. 1814 wurde er Pastor in Rappin. Ab 1834 war er daneben Propst des Werroschen Sprengels.
Heller verfasste Schriften zur estnischen Sprache. Er war einer der Autoren der von Johann Heinrich Rosenplänter herausgegebenen „Beiträge zur genauern Kenntniß der ehstnischen Sprache“. Gemeinsam mit Gustav Masing, seinem Nachfolger auf der Pfarrstelle in Neuhausen, übersetzte er die Kirchenagende von 1833 ins Dörptestnische.